# Hans Holbein (festő, ?–1524)
Idősebb Hans Holbein (Augsburg, kb. 1465 – Isenheim, 1524) német festő.
Bajorországban, született és Elzászban halt meg. Ő és testvére, Sigismund Holbein vallásos műveket festett késői gótikus stílusban. Id. Hans Holbein egyik úttörője a német művészet átalakításának, amely a gótikából indult a reneszánsz stílus felé.
Híres fametszetkészítő művész és a könyvillusztrátor volt. Legismertebb munkája az 1511-ben kiadott A balgaság dicséretének, Rotterdami Erasmus művének illusztrálása. 
A fiainak, ifjabb Hans Holbeinnek és Ambrosius Holbeinnek ő volt az első mestere.

## Művei
- Szűz Mária halála, 1501 körül, Kunstmuseum Bázel, Bázel, Svájc
- The Agony in the Garden, 1505 körül, Furstlich Furstenbergisches Schlossmuseum, Donaueschingen
- 34 éves nő portréja, 1516/17, Kunstmuseum Bázel, Bázel, Svájc
- Női arckép, 1524 körül, Le Musée d'Unterlinden de Colmar, Colmar, Franciaország
- Szűz Mária halála, Szépművészeti Múzeum, Budapest